# Могилёвское (село)
Могилёвское — село в Хасавюртовском районе Дагестана. Вместе с селом Петраковским составляют Могилёвский сельсовет.

## География
Расположено на восточной окраине города Хасавюрт.
Ближайшие сёла: на юге — Петраковское, на северо-востоке — Покровское, на востоке — разъезд Байрам.

## Название
Название дано по Могилёвской губернии, откуда были родом переселенцы.

## История
Село основано в 1907 году переселенцами из Могилёвской губернии. 

## Население
| 1926 | 1939 | 1970 | 1989  | 2002  | 2010  | 2021  |
| ---- | ---- | ---- | ----- | ----- | ----- | ----- |
| 129  | ↗221 | ↗648 | ↗1366 | ↗1429 | ↗1903 | ↗2953 |

Национальный состав
По данным Всесоюзной переписи населения 1926 года:
| № | Национальность | Численность, чел. | Доля  |
| - | -------------- | ----------------- | ----- |
| 1 | белорусы       | 129               | 100 % |

По данным Всероссийской переписи населения 2010 года:
| № | Национальность | Численность, чел. | Доля |
| - | -------------- | ----------------- | ---- |
| 1 | аварцы         | 1058              | 56 % |
| 2 | чеченцы        | 764               | 40 % |
| 3 | кумыки         | 57                | 3 %  |
| 4 | другие         | 24                | 1 %  |